# Drachenboot

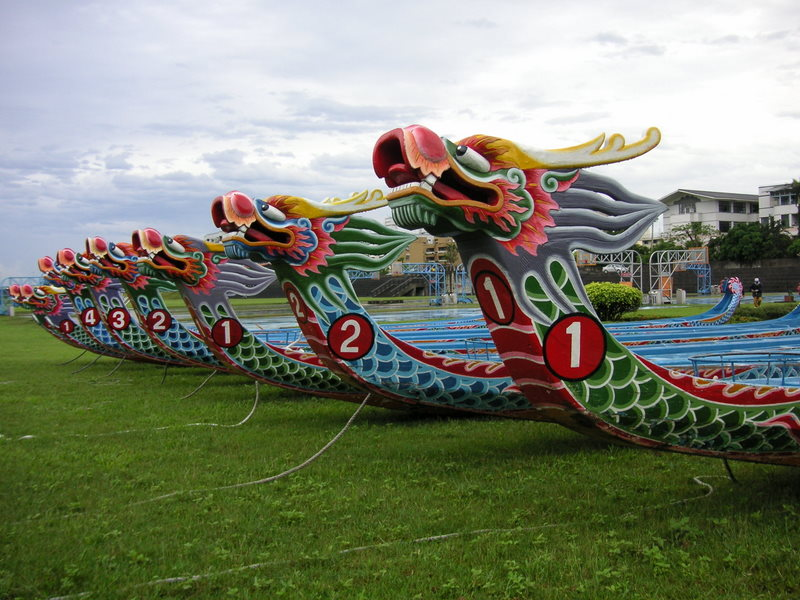
Drachenboote in Taiwan 2005

Ein Drachenboot (chinesisch 龍舟 / 龙舟, Pinyin lóngzhōu oder 龍船 / 龍船,  lóngchuán) ist ein besonders langes, offenes Paddelboot, das ursprünglich aus China stammt. Meist stellt es durch Bemalung oder Schnitzarbeiten sowie einen dekorativen Drachenkopf und -schwanz einen stilisierten chinesischen Drachen dar. Die Boote werden heute weltweit als Sportboote oder bei Veranstaltungen verwendet und auch dann als Drachenboot bezeichnet, wenn auf die dekorativen Elemente verzichtet wird.

## Geschichte

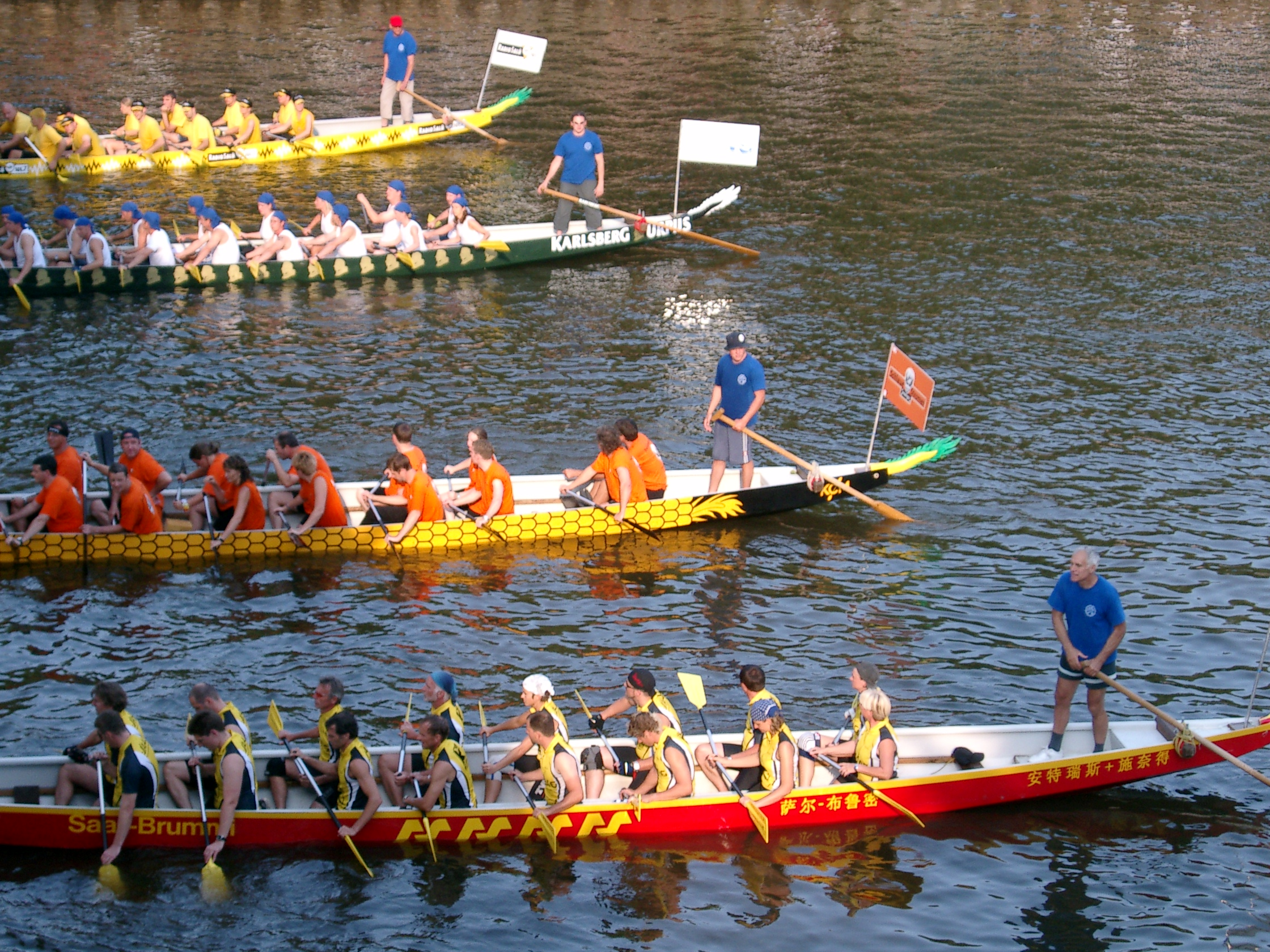
Sportboote beim Saar-Spektakel in Saarbrücken

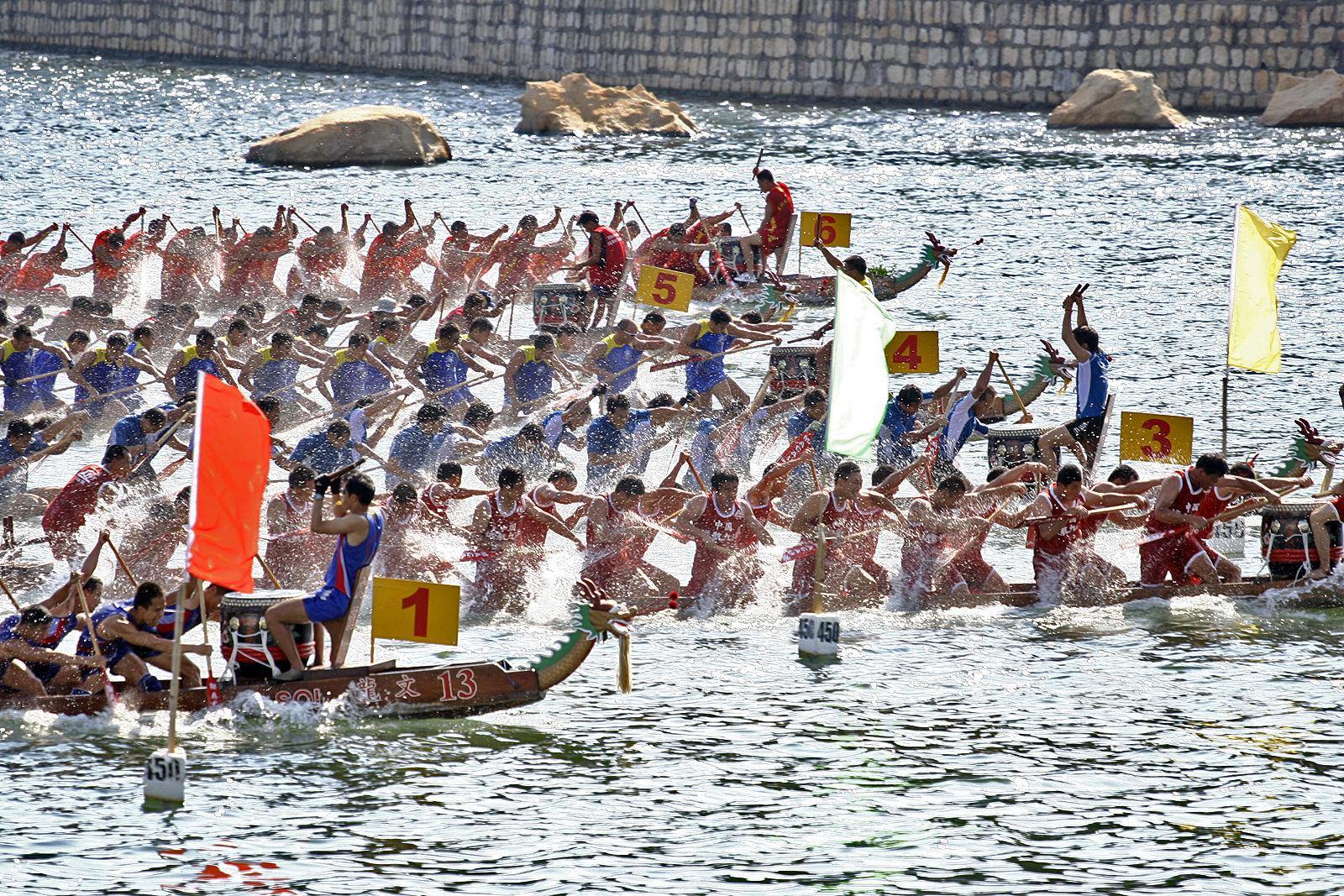
Drachenbootrennen beim Dragonboat Racing Festival in Macau 2005

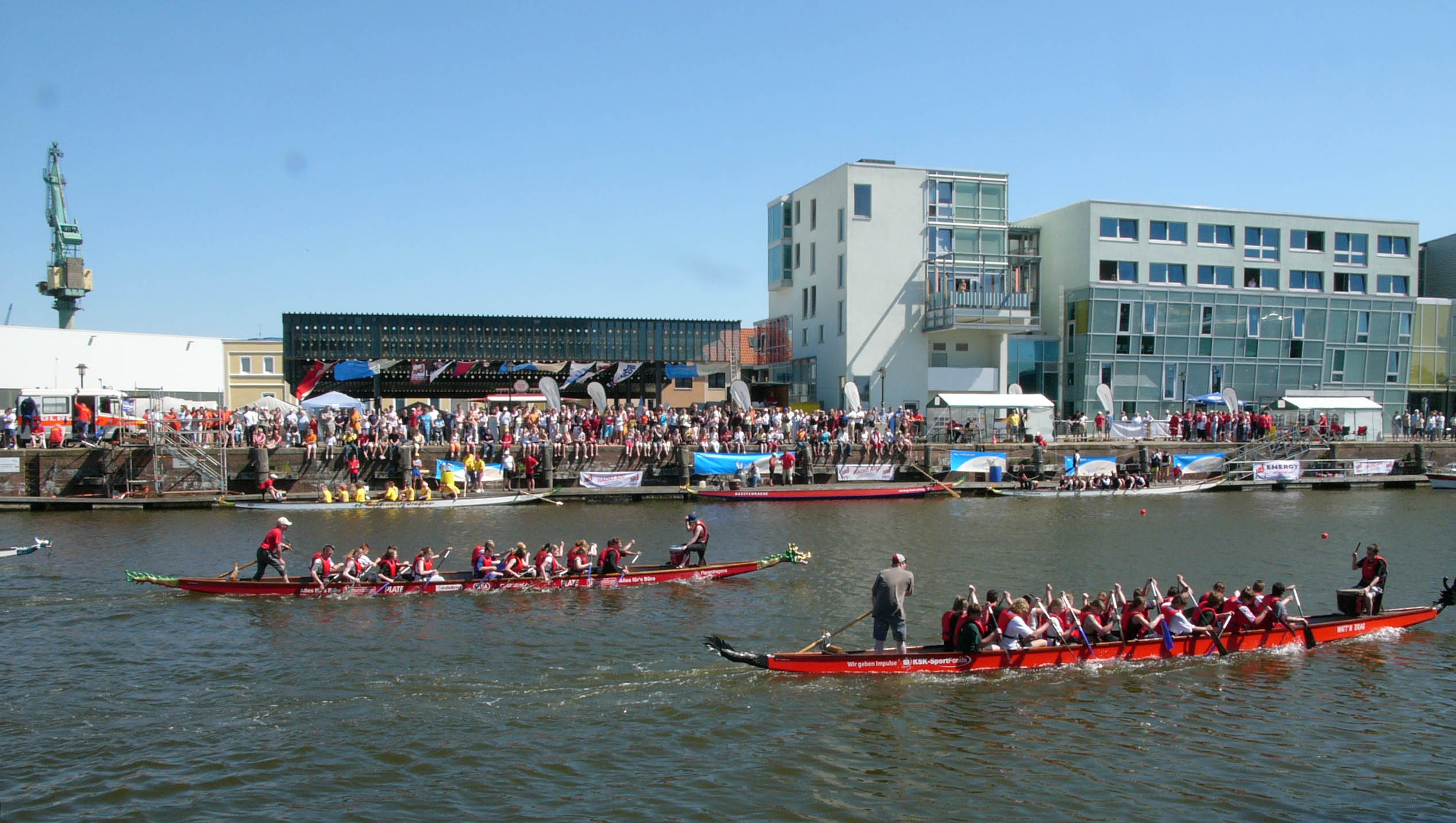
Drachenboot-Cup über 1852 m = 1 Seemeile, Fischereihafen Bremerhaven 2006

Die Fortbewegung von Booten mit Hilfe von Stechpaddeln hat sich in mehreren Kulturen unabhängig voneinander entwickelt. Typisch für die aus Asien stammenden Paddelboote, auf die dieser Abschnitt begrenzt ist, ist jedoch die stilisierte Darstellung der Boote als Drache.

### Altertum
Die Geschichte von Drachenbootrennen ist sehr stark durch Mythen geprägt, in deren Mittelpunkt steht jedoch immer der Drache. Drachenbootrennen sind Teil des Drachenbootfestes oder auch Duanwu-Festes, das am fünften Tag des fünften Mondmonats nach dem chinesischen Mondkalender stattfindet. Der populärsten Legende nach erinnert das Drachenbootfest an den Versuch, den chinesischen Nationaldichter Qu Yuan im Jahre 277 v. Chr. vor dem Ertrinken zu retten. Angeblich werden seitdem zu Ehren des Dichters Drachenbootrennen veranstaltet. Das Duanwu-Fest gab es allerdings schon, bevor Qu Yuan geboren war. Das Duanwu-Fest ist das Fest der Wuyue (吳越 / 吴越), eines alten Volksstammes, dessen Totem der Drache war. Die Wuyue brachten an diesem Tag Opfer zu Ehren des Drachen. Eine andere Theorie besagt, dass die Boote mit den geschnitzten Drachenköpfen benutzt wurden, um bei Überschwemmungen die Drachen im Wasser zu beruhigen. In der chinesischen Provinz Zhejiang wird dagegen der Ursprung der Rennen auf den König von Yue, Gou Jian (越王勾践; reg. 496–465 v. Chr.), zurückgeführt, der nach einer militärischen Niederlage seine Truppen in Drachenbootrennen trainierte und mit ihrer Hilfe den Staat Chu wiedererrichten konnte.
Der Ursprung der Drachenboote wird von Wissenschaftlern im südlichen Zentral-China, insbesondere in der Gegend des Jangtsekiang, ca. 500 v. Chr. vermutet. Organisierte Drachenbootwettkämpfe gab es dort schon sehr früh. Reglementierte Wettkämpfe wurden bereits während der Sui-Dynastie (581–618) und Tang-Dynastie (618–907) in China durchgeführt.
- ca. 500 v. Chr. dienen Drachenboote in China als Fortbewegungsmittel.
- ca. 280 v. Chr. angebliche (misslungene) Rettung des chinesischen Nationaldichters Qu Yuan vor dem Ertrinken

Auch in Kambodscha sind prächtig bemalte Langboote mit Paddeln fest in der Kultur verankert. So findet in Phnom Penh auf dem Fluss Tonle Sap jährlich vom 2. bis 4. November das Wasserfest statt, dessen Höhepunkte Wettkämpfe mit Langbooten sind. Der Ursprung des Wasserfestes wird im 12. Jh. angesiedelt.

### Neuzeit
In den 1970er Jahren beschloss die Hong Kong Tourist Association (heute: Hong Kong Tourism Board), ein Drachenboot-Festival als Werbung für Hongkong zu organisieren. Das 1. Hong Kong International Dragonboat Race, das als Beginn der modernen Drachenboot-Geschichte gilt, fand 1976 mit zehn Mannschaften statt. Von da an entwickelte sich das Festival zu einer publikumswirksamen, jährlich stattfindenden internationalen Regatta. 1991 kam es dann zur Gründung der International Dragon Boat Federation (IDBF) in Hongkong, die 1995 die ersten Weltmeisterschaften ausrichtete. 2005 wurden von der International Canoe Federation (ICF) die 1. ICF Drachenboot-Club-Weltmeisterschaften in Schwerin ausgerichtet. Mittlerweile ist Drachenboot ein internationaler Wettkampfsport, der weltweit in über 40 Ländern betrieben wird.
Seit den 1990er Jahren wurde der Drachenboot-Sport in Deutschland immer populärer, was sich sowohl in der Zahl der Regatten als auch in der Zahl der organisierten Sportler widerspiegelt. Bereits zu Beginn der 1990er Jahre wurden eigenständige Drachenboot-Vereine gegründet. Gleichzeitig fanden sich in Kanuvereinen Drachenbootmannschaften zusammen. In Deutschland fand das erste Drachenboot-Rennen 1987 im Rahmenprogramm der Kanu-Weltmeisterschaften in Duisburg statt. Bereits zwei Jahre später wurde in Hamburg anlässlich des 800. Hafengeburtstags eine internationale Regatta mit 75 Teams aus fünf Kontinenten veranstaltet, auf die 1990 die Gründung des Deutschen Drachenbootverbandes (DDV) in Hamburg und 1991 die 1. Deutsche Drachenboot-Meisterschaften in Dresden folgten. 2005 und 2009 war Drachenboot als Einladungssportart im Programm der World Games vertreten.
Große Drachenbootregatten (z. B. in Düsseldorf, Duisburg, Essen, Hannover, Saarbrücken, Dillingen/Saar, Frankfurt/Main, Schwerin, Berlin) haben Volksfestcharakter und erreichen mitunter fünf- bis sechsstellige Besucherzahlen. In Deutschland ist der Drachenboot-Sport stark durch regionales Engagement geprägt. Orte, in denen (verbandsübergreifend) der Drachenboot-Sport einen hohen Stellenwert hat, sind Mannheim, Potsdam, Hannover, Wuppertal, Schwerin, Neubrandenburg, Wiesbaden, Koblenz, das Saarland, Fürstenwalde/Spree und Bad Säckingen am Hochrhein.

### Zeittafel
- 1976 1. Hong Kong International Dragonboat Race
- 1980 1. europäisches Drachenboot-Rennen in London
- 1981 Drachenboot-Schaurennen im Rahmenprogramm der Kanu-Weltmeisterschaften in Nottingham
- 1987 Drachenboot-Schaurennen im Rahmenprogramm der Kanu-Weltmeisterschaften in Duisburg
- 1989 Drachenboot-Rennen in Deutschland als Teil des 800. Hafengeburtstags in Hamburg
- 1990 Gründung des Deutschen Drachenboot-Verbandes e. V. in Hamburg
- 1990 Gründung der European Dragon Boat Federation (EDBF) in London
- 1991 Gründung der International Dragon Boat Federation (IDBF) am 24. Juni in Hongkong
- 1991 1. Deutsche Drachenboot-Meisterschaften in Dresden (DDV)
- 1993 Bootsbaumeister Andreas Stankewitz aus Schwerin konstruiert das erste vermessbare Wettkampfdrachenboot
- 1994 Festlegung eines Standards für Renn-Drachenboote durch die IDBF und für Paddel durch die EDBF
- 1994 Gründung des Schweizerischen Drachenboot Verbandes (SDBV)
- 1995 1. Drachenboot-Weltmeisterschaften der IDBF in Yueyang
- 2004 Gründung des DKV-Ressorts Kanu-Drachenboot
- 2004 1. Deutsche Meisterschaften Kanu-Drachenboot (DKV)
- 2005 1. ICF-Drachenboot-Club-Weltmeisterschaften in Schwerin
- 2005 Drachenboot ist Einladungssportart bei den World Games in Duisburg
- 2006 1. Drachenboot-Weltmeisterschaften der International Canoe Federation (ICF)
- 2007 Die International Dragon Boat Federation (IDBF) wird in die GAISF aufgenommen
- 2009 Drachenboot ist Einladungssportart bei den World Games in Kaohsiung
- 2012 1. Gesamtdeutsche Meisterschaft des DDV und des DKV in Hamburg

## Boote und Zubehör

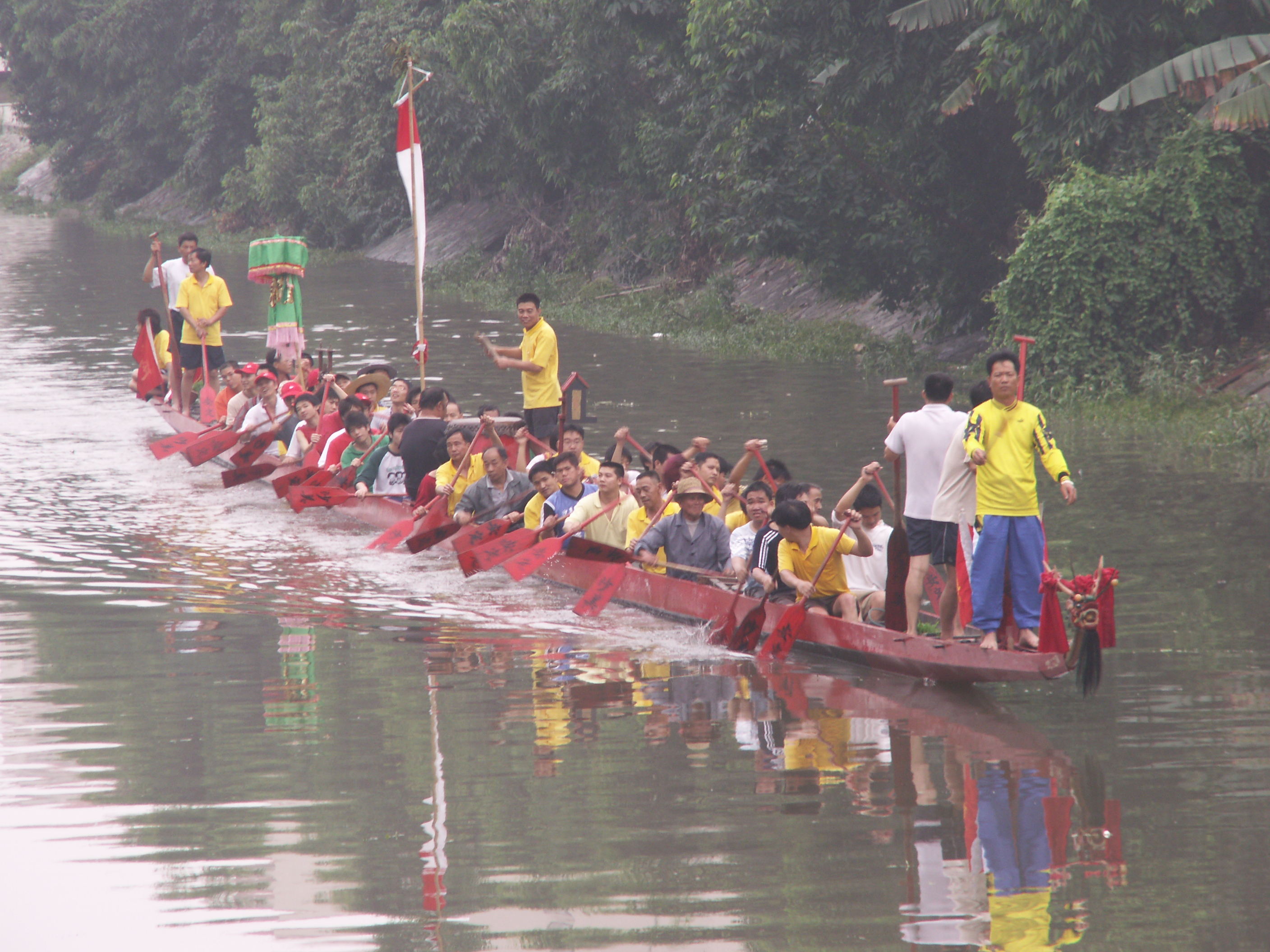
Traditionsboot mit Trommler in der Mitte

### Boote
Drachenboote sind offene Boote mit einem langen, leicht gekrümmten Kiel. Der Antrieb erfolgt durch Paddel. Drachenboote sind so gestaltet, dass sie durch Bemalung bzw. Schnitzarbeiten und einen dekorativen chinesischen Drachenkopf und -schwanz einen stilisierten Drachen darstellen.
Folgende Bootstypen können grob unterschieden werden:
- Traditionelles chinesisches Drachenboot
- Hong-Kong-Drachenboot
- Singapur-Drachenboot
- Internationales IDBF-Renn-Standard-Drachenboot
- Europäisches EDBF-Standard-Drachenboot

#### Traditionsboote
Zu den Traditionsbooten gehören das traditionelle chinesische Drachenboot, das Hong-Kong-Drachenboot und das Singapur-Drachenboot. Ihnen gemeinsam ist die schwere Bauform aus Teakholz. Sie sind mit kunstvollen, großen Drachenköpfen versehen, die ihnen ein besonders farbenprächtiges Aussehen geben. Überdies zeigen aufgemalte chinesische Schriftzeichen die besonderen Vorzüge eines Boots auf. Große Traditionsboote können bis zu 25 Meter lang und mit bis zu 100 Paddlern besetzt sein. Traditionelle Boote werden aus Holz gefertigt. Ihr Rumpf ist typischerweise ohne Spanten und Luftkästen gebaut.

#### Sportboote
Im Gegensatz dazu stehen die Sportboote, zu denen das international genormte Renn-Standard-Drachenboot und das Europäische Standard-Drachenboot gehören. Die Standards dieser Boote sind von dem Internationalen Drachenboot-Verband (IDBF) erstmals 1994 festgesetzt worden und liegen seitdem (Stand 2006) in der 4. Fassung vor. Sportboote haben nur noch wenig mit den Traditionsbooten gemein, auch wenn der Riss der Sportboote ursprünglich auf dem Hong-Kong-Drachenboot basiert. Der für alle Boote gleiche Drachenkopf- und Schwanz ist abnehmbar und findet nur bei Veranstaltungen Verwendung. Die genormten Boote sind ohne Kopf und Schwanz 12,49 m lang, 1,16 m breit und 250 kg schwer (Europanorm). Der Rumpf wird üblicherweise aus glasfaserverstärktem Kunststoff (GFK) in zweischaliger Bauweise gefertigt. Ein genormtes Boot hat 10 Sitzbänke für maximal 20 Paddler.
Seit 2014 wurden auch Kurzboote (international: Smallboats) mit 10 Paddlern in die Wettkampfbestimmungen des IDBF und DDV aufgenommen. Die aktuellen Wettkampfbestimmungen (2016) sehen eine Länge von 9,60, eine Breite von 1,00 und eine minimale Masse von 135 kg vor.

### Paddel
Die Stechpaddel bestehen aus Paddelblatt, Schaft und Knauf. Die Blätter unterscheiden sich in Länge und Breite. Der Schaft verbindet das Blatt mit dem Knauf. Beim Knauf am oberen Ende des Schaftes unterscheidet man zwei Griffarten, den Spatengriff (T-Griff) und den Palmgriff. Die Palette der beim Stechpaddel verwendeten Materialien reicht vom konventionellen Holz bis hin zu modernen Materialien wie Aluminium, Kunststoff oder Carbon. Im Wettkampfsport ist die Länge der Paddel genauso reglementiert wie die Form und Breite des Paddelblatts.

### Langruder
Das Langruder dient zum Steuern des Bootes. Es ist in der Regel am Steuerblock fixiert und ragt meistens backbord ins Wasser. Genauso wie die Paddel besteht das Langruder aus Blatt, Schaft und Knauf.

## Besatzung

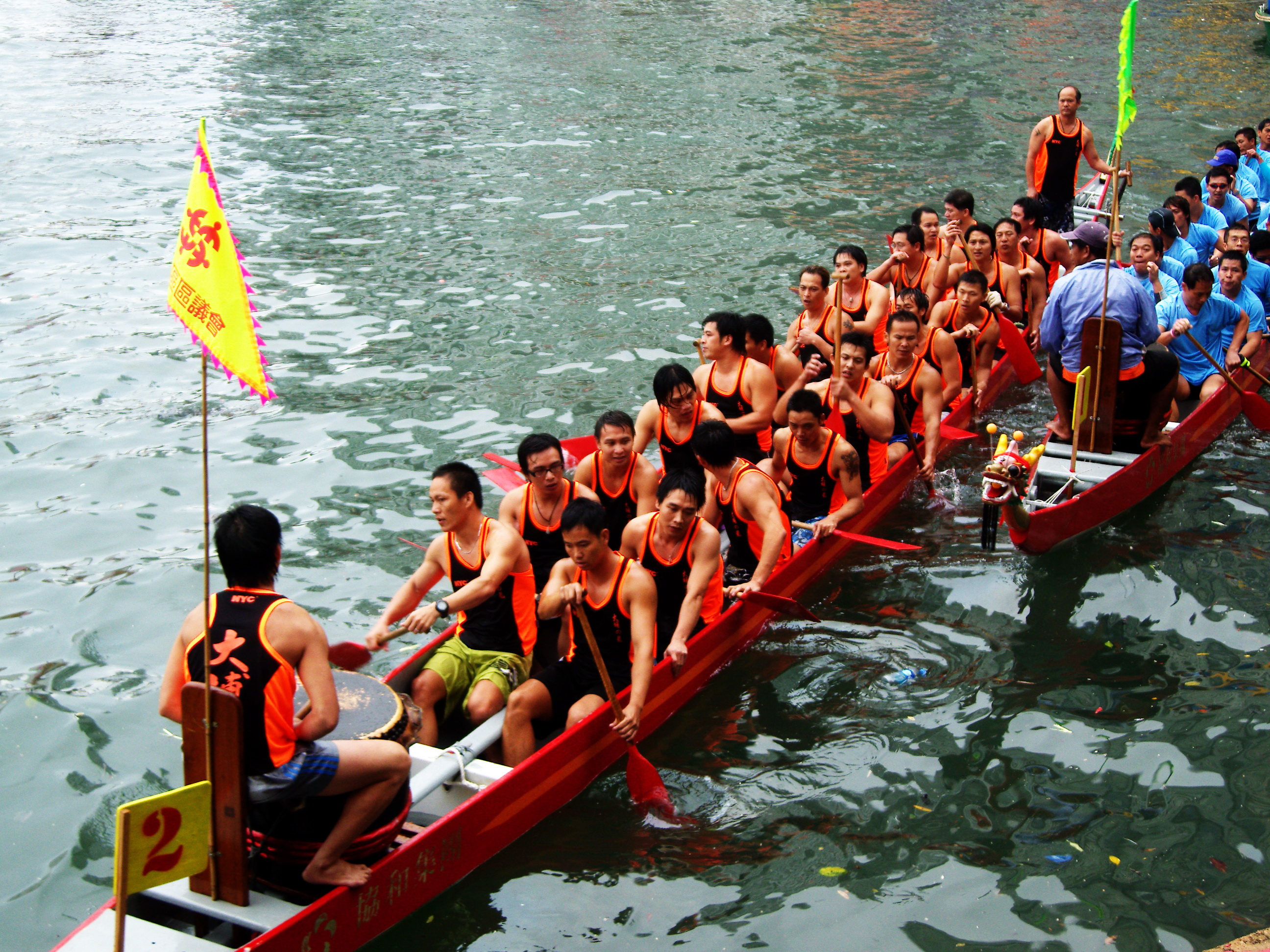
Sitzordnung in einem Drachenboot: Im Bug der Trommler, dann die Paddler, und im Heck der Steuermann

Die Besatzung eines Drachenbootes besteht aus Paddlern, die paarweise auf Bänken nebeneinander sitzen und mit Stechpaddeln das Boot vorwärts bewegen. Ein Trommler im Boot nimmt den Rhythmus des vordersten Paddlerpaares („Schlagreihe“ oder „Schlagleute“) auf, sorgt mit seinen Schlägen für einen gleichmäßigen Takt aller Paddler im Boot und motiviert die Paddler durch Zurufe, ihr Bestes zu geben. Der Steuermann steht im Heck und steuert das Boot mit einem Langruder. In manchen Rennen gehört zur Mannschaft der sogenannte „Flag Catcher“.

### Paddler
Je nach Bootstyp sitzen zwischen 10 und 50 Paddler in Fahrtrichtung zu zweit auf einer Sitzbank. Sie paddeln, abhängig von ihrer Sitzposition, mit dem Stechpaddel entweder auf der rechten oder linken Bootsseite. Die Schlagleute genannten Paddler auf der ersten Bank geben den Takt vor und bestimmen so Schlaggeschwindigkeit und Renntaktik. Alle anderen Paddler im Boot paddeln synchron mit ihnen auf Schlag, den der Trommler von den Schlagleuten aufgreift.

### Steuermann
Der Steuermann steht am hinteren Ende des Drachenboots und steuert das Boot mit einem Langruder, das durch einen am Heck befestigten Steuerblock geführt wird. Ein guter Steuermann kann das Boot mit minimalen Steuerbewegungen auf geradem Kurs halten. Durch Gewichtsverlagerung des Steuermannes wird die Krängung des Drachenbootes um die Längsachse ausgeglichen. Da der Steuermann auch für die Sicherheit des Bootes mit der gesamten Mannschaft verantwortlich ist, muss er sich gut mit den Sicherheitsregeln und mit den lokalen Bedingungen hinsichtlich Wetter, Vorfahrtsregeln, Strömung, Wellen, Untiefen etc. auskennen. Der Steuermann kann durch laute Anweisungen, Kommandos und Motivationsrufe wesentlich zum Erfolg eines Rennens beitragen.

### Trommler

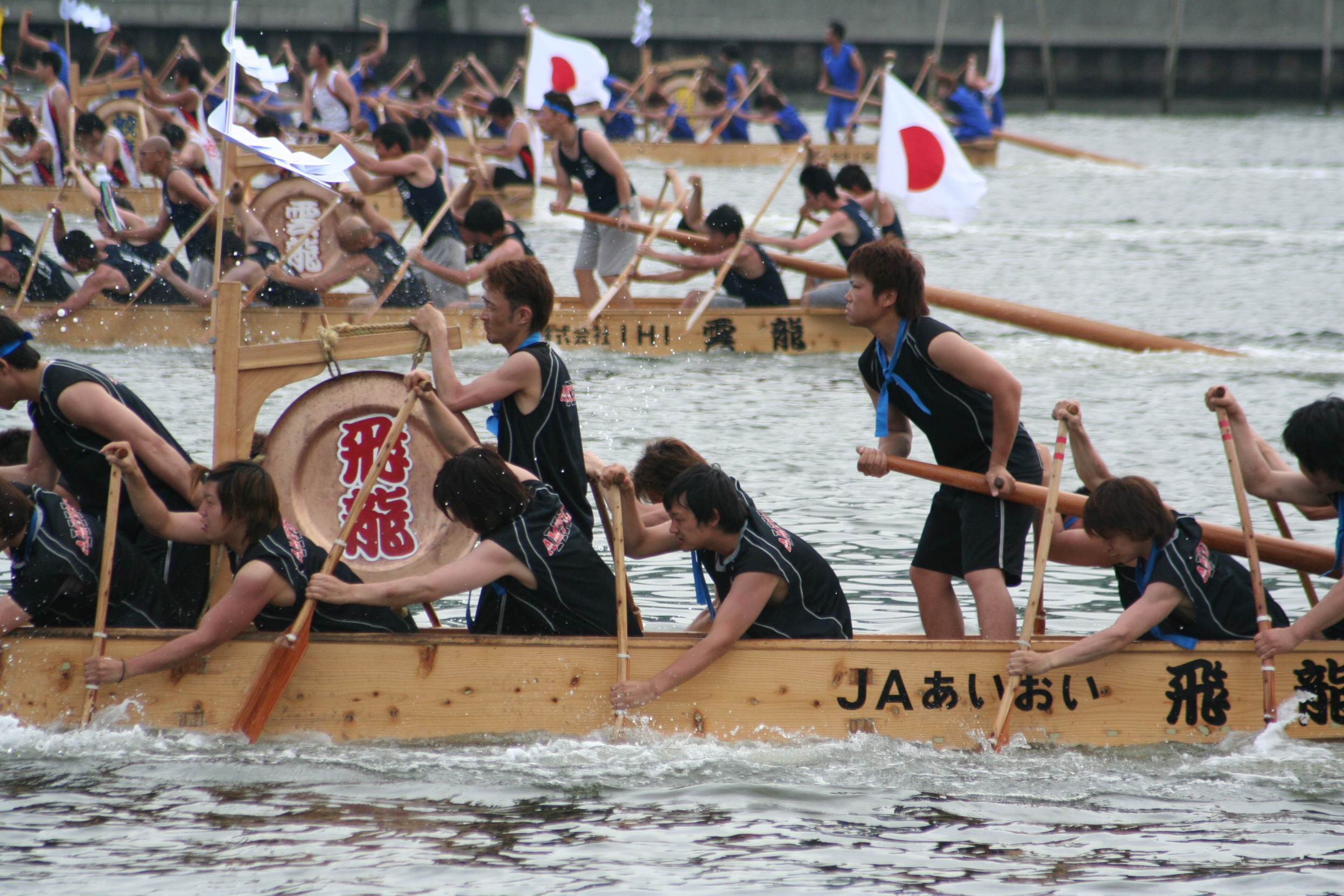
Traditionelles Drachenboot mit Gong

Der Trommler sitzt bei den meisten Bootstypen vorne im Boot. Er sitzt auf einem speziellen Sitz, mit Blick gegen die Fahrtrichtung auf die restliche Besatzung, übernimmt den Takt der auf Schlag sitzenden Paddler und schlägt in diesem Takt mit einem Holz auf die vor ihm angebrachte Trommel. Er beobachtet aufmerksam den Rennverlauf und das eigene Team und stimmt die Renntaktik mit den Schlagleuten ab. Bei der Zieldurchfahrt einiger traditioneller Drachenbootrennen muss eine Glocke auf der Ziellinie angeschlagen werden. Diese Aufgabe übernimmt der Trommler oder eine andere Person vorne im Boot. Bei traditionellen Drachenbooten mit bis zu über 50 Paddlern ist der Trommler häufig in der Bootsmitte platziert. Bei traditionellen Drachenbooten wird der Rhythmus manchmal an Stelle einer Trommel mit Hilfe eines Messing-Gongs vorgegeben.

### Flag Catcher
In manchen Rennen gehört zur Mannschaft der sogenannte „Flag Catcher“. Seine Aufgabe ist es, im Ziel eine Fahne von einer Boje zu reißen. Werden Rennen mit Flag Catcher ausgetragen, hat die Mannschaft gewonnen, deren Flag Catcher als erster die Fahne in der Hand hält. In Europa wird diese Art von Rennen selten ausgerichtet.

## Technik
Drachenbootfahren gehört zu den zyklischen Sportarten, das heißt, es gehen gleichartige Bewegungen im fließenden Wechsel ineinander über. Schlag oder Schlagzyklus nennt man den aus zwei Phasen, Haupt- und Zwischenphase (auch Antriebs- und Freilaufphase genannt), bestehenden Bewegungsablauf. Nach der Hauptphase, dem Durchzug, beginnt die Zwischenphase mit dem Ausheben und endet nach dem Umsetzen und dem Wasserfassen, auf das die nächste Hauptphase folgt. Die Schlagfrequenz liegt in einem Rennen zwischen 70 und 80 Schlägen pro Minute. In der Startphase kann ein Team jedoch auch bis zu 150 Schläge pro Minute erreichen.

### Ausgangsposition
Der Paddler sitzt auf der Bank im Drachenboot mit einer Beckenseite an der Außenwand des Bootes. Das Stechpaddel wird mit der dem Wasser abgewandten Hand oben am Griff gehalten. Die wasserseitige Hand greift ungefähr eine Schulterbreite tiefer am Schaft an. Das wasserseitige Bein wird Standbein genannt und sollte bei möglichst horizontalem Oberschenkel fest zwischen Bootswand und -boden verkeilt werden. Die Beckenachse steht senkrecht zur Bootsachse, d. h. quer zur Fahrtrichtung. Der Oberkörper ist über dem festgestellten Beckengürtel zur Zugseite optimal eingedreht und leicht nach vorne gebeugt. Der Zugarm, das heißt der Arm auf der Wasserseite, ist gestreckt, der Druckarm leicht gebeugt, die Druckhand befindet sich leicht über und vor dem Kopf des Sportlers.

### Wasserfassen
Das Paddel wird möglichst weit vorne (ungefähr auf der Höhe der Sitzbank des nächsten Vordermanns) ohne Pause ins Wasser getaucht. Hierfür drückt die Zughand über den gestreckten Arm mit Hilfe der Druckhand das Paddelblatt schnell und spritzerlos vollständig ins Wasser. Die Druckhand befindet sich beim Einsetzen leicht oberhalb des Kopfes; der Anstellwinkel des Paddelblattes beträgt dabei zwischen 50 und 80 Grad.

### Durchzug
Erst wenn das Paddelblatt ganz ins Wasser getaucht ist, wird das Paddel dicht an der Außenwand des Drachenbootes vorbeigeführt und dabei möglichst senkrecht zur Mittelachse des Bootes und dem Wasserspiegel gehalten. Der Durchzug beginnt explosiv (die Kraftkurve steigt steil an), danach erfolgt der Durchzug mit einer weiter steigenden Geschwindigkeit durch Rückdrehung und gleichzeitiges Aufrichten des Oberkörpers, koordiniert mit der Zugbewegung des Zugarmes. Der Druckarm und die Druckhand leisten statische Haltearbeit und wirken als Gelenk und Führungselement für das Stechpaddel. Beckengürtel und Beine sichern durch Beibehaltung der Grundhaltung die Übertragung des durch den Paddelschlag erzeugten Kraftimpulses auf das Boot.

### Ausheben
Nachdem die Zughand den Oberschenkel des Standbeines erreicht hat, heben Zug- und Druckhand das Paddel zügig und möglichst spritzerlos gerade nach oben aus dem Wasser. Das Ausheben des Stechpaddels aus dem Wasser sollte auf Höhe des Beckens des Sportlers beendet sein.

### Umsetzen
Die Zughand führt das Paddel in leichtem Bogen in Fahrtrichtung zum Bug, das Blatt bleibt etwa 5 bis 8 cm über der Wasseroberfläche. Die Druckhand führt den Paddelknauf ganz leicht ins Boot und nach vorne oben vor den Kopf in die Ausgangsstellung. In zeitlicher und räumlicher Koordination zwischen Zug- und Druckarm unterstützt der Rumpf das Vorbringen durch eine optimale Drehung des Schultergürtels zur Zugseite mit einer entsprechenden Krümmung des gesamten Oberkörpers gegenüber dem Beckengürtel. Der Unterkörper wirkt als Widerlager und soll möglichst fest stehen und die Kraftübertragung auf das Boot sichern. Der Kopf wird in Verlängerung der Wirbelsäule gehalten, der Blick ist schräg auf den davor sitzenden Paddler gerichtet.

## Organisation

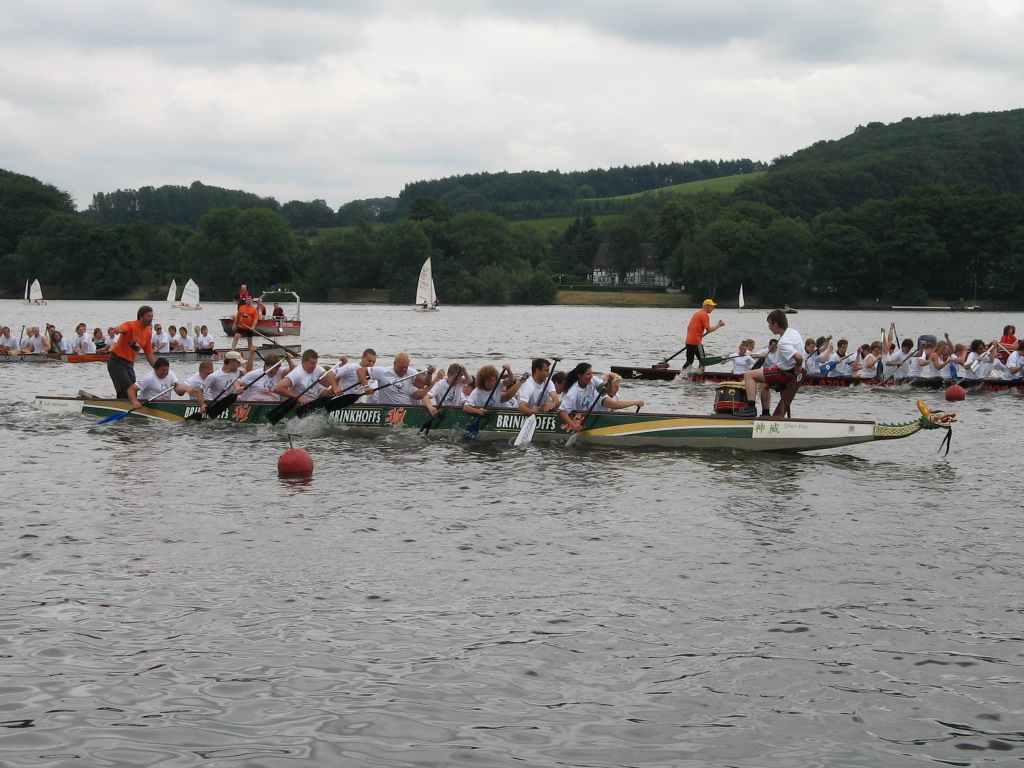
Drachenbootrennen auf dem Essener Baldeneysee

### Verbandsstrukturen
Sowohl international als auch national ist der Drachenbootsport parallel in zwei Sportverbänden organisiert: international in der International Dragon Boat Federation (IDBF) und dem Internationalen Kanu-Verband (ICF). Nachdem eine ursprünglich vereinbarte Kooperation zwischen IDBF und ICF gescheitert war, konnten sich die beiden Verbände nicht über einen Vertretungsanspruch des Drachenboot-Sports auf internationaler Ebene – insbesondere im Weltsportverband GAISF und im Internationalen Olympischen Komitee (IOC) – einigen. Der Internationale Kanuverband, der GAISF-Gründungsmitglied ist, betrachtet Drachenboot als Sparte des von ihm vertretenen Kanusports. Die IDBF bemühte sich ebenfalls um Aufnahme und wurde (nach zwei vergeblichen Anläufen 2005 und 2006) am 27. April 2007 auf der Jahresversammlung (Annual General Assembly) der GAISF als Fachverband für Drachenbootsport aufgenommen. ICF und IDBF streiten seitdem darüber, ob damit ein Alleinvertretungsanspruch der IDBF für den Drachenbootsport verbunden ist oder nicht. Die Drachenbootwettkämpfe im Rahmen der World Games 2005 und 2009 wurden unter Verantwortung der ICF durchgeführt.
In Deutschland ist der Drachenbootsport seit 1990 im Deutschen Drachenboot Verband (DDV) organisiert, der seit 1991 Deutsche Meisterschaften ausrichtet. Nachdem ein bereits ausgehandelter Zusammenschluss des DDV mit dem Deutschen Kanu-Verband (DKV) am Votum der DDV-Mitglieder gescheitert war, gründete der DKV 2004 ein eigenes Ressort „Kanu-Drachenboot“ und richtet seitdem separate Deutsche Meisterschaften aus. Der DDV ist Mitglied der International Dragon Boat Federation (IDBF) und der European Dragon Boat Federation (EDBF); der DKV gehört der International Canoe Federation (ICF) und der European Canoe Association (ECA) an. National ist der DKV als Fachverband im Deutschen Olympischen Sportbund (DOSB) organisiert und betrachtet sich dort als Vertreter des Drachenbootsports. Der DDV bemüht sich ebenfalls um Aufnahme in den DOSB. Ein Aufnahmeantrag in die Vorgängerorganisation Deutscher Sportbund wurde Ende der 1990er Jahre aus formalen Gründen abgelehnt.

### Vereine
Drachenbootteams gibt es sowohl in eigenständigen Drachenboot-Vereinen als auch als Abteilungen in anderen Sportvereinen. Bei letzteren handelt es sich überwiegend um Kanuvereine, da dort die entsprechende Infrastruktur vorhanden ist (Bootshaus in Wassernähe, Umkleide- und Krafträume, Lagermöglichkeiten). Zum Teil haben auch Ruder- und Mehrspartensportvereine Drachenbootabteilungen. Im Oktober 2007 waren im Deutschen Drachenboot-Verband 11 Vereine und im Deutschen Kanu-Verband 94 Vereine mit einer Sparte „Kanu-Drachenboot“ organisiert.

## Wettkampfsport
Ziel der Wettkämpfe ist es, eine bestimmte Strecke schnellstmöglich zurückzulegen. Als Streckenlängen haben sich 200 bzw. 250 m (Sprint), 500 m (Kurzstrecke), 1000 bzw. 2000 m (Mittelstrecke) sowie 3000 bis 10000 m (Langstrecke) etabliert. Bei Breitensportveranstaltungen und Traditionsrennen sind die Strecken in der Regel nicht normiert. Wettkämpfe werden häufig auf den bereits existierenden Regattastrecken für den Kanu- und Rudersport oder auf geeigneten Wasserflächen in der Nähe von Innenstädten ausgetragen.
Für internationale Wettkämpfe ist die Aufteilung in Meisterschaften für Nationalmannschaften und in Meisterschaften für Vereinsmannschaften (Club Crew Championships) charakteristisch.

### Deutschland
Die ersten Deutschen Drachenboot-Meisterschaften wurden 1991 abgehalten. In Deutschland haben sowohl der Deutsche Drachenboot Verband (DDV) als auch der Deutsche Kanu-Verband (DKV) eigene Wettkampfbestimmungen verabschiedet, die die Durchführung von Wettkämpfen innerhalb des jeweiligen Verbandes regeln, sich im Kern aber nur wenig unterscheiden. Beide Verbände organisieren eigene Deutsche Meisterschaften und Landesmeisterschaften. Darüber hinaus existiert seit 2012 die Gemeinsame Deutsche Drachenbootmeisterschaft (gDDM) beider Verbände.
Neben den im Verein organisierten Drachenbootfahrern nehmen – vor allem im Rahmen von sommerlichen Volksfesten – in großer Zahl auch nicht in Drachenboot-Vereinen organisierte Betriebsmannschaften oder andere Sportgruppen an Regatten teil.

### International
International richtet die IDBF seit 1995 alle zwei Jahre die World Dragon Boat Racing Championship (WDBRC) für die besten Teams eines Landes aus. In den Jahren zwischen den Weltmeisterschaften werden die IDBF „Club Crew World Championships“ (CCWC) für die besten Vereinsmannschaften ausgetragen. Den gleichen Rhythmus haben seit 2005 auch die Welttitelkämpfe der ICF, die im Wechsel für Vereins- und Nationalmannschaften stattfinden. Der Europäische Drachenbootverband EDBF richtet ebenfalls in zweijährigen Rhythmus die European Dragon Boat Racing Championships (EDBRC) und die European Club Crew World Championships (ECCC).
Sowohl die IDBF als auch die ICF unterscheiden folgende Mannschaftsklassen nach Geschlecht: Open bzw. Men (Herren), Woman (Frauen) und Mixed (gemischt). Zudem unterscheiden die Verbände noch Altersklassen.

## Taktik
Die Taktik spielt bei Drachenboot-Rennen im Vergleich zu anderen Sportarten eine untergeordnete Rolle. Sie beschränkt sich in der Regel auf die Festlegung einer Einteilung der Kräfte über die Strecke. Jedes Rennen lässt sich in eine Startphase, eine Streckenphase und den Endspurt unterteilen. Je nach Länge der Strecke dauert die Startphase 20 bis 30 Schläge. Die Startphase dient dazu, zuerst das Boot möglichst effektiv auf Renngeschwindigkeit zu beschleunigen. Darüber hinaus kann eine günstige Ausgangsposition durch die Wellenbildung der Drachenboote für den späteren Rennverlauf entscheidend sein. Die optimale Ausprägung der Startphase gewinnt an Bedeutung, wenn man weiß, dass in der Vergangenheit in der Startphase aufgetretene Rückstände nur in Ausnahmefällen aufgeholt werden konnten. Bei der Startspurttaktik wird versucht, sofort nach dem Start die Führung zu übernehmen. Hierzu ist es nötig, den Startspurt entweder zu verlängern oder zu intensivieren. Die Zielstellung in der Streckenphase besteht darin, mit einem effektiven Schlagfrequenz-Vortriebs-Verhältnis ein hohes Geschwindigkeitsniveau zu erreichen. Geschwindigkeitsschwankungen sind dabei aus biomechanischer Sicht zu vermeiden, da der Wasserwiderstand mit dem Quadrat der Geschwindigkeit wächst. In der Endspurtphase kommt es darauf an, die verbleibende anaerob-laktazide Stoffwechselkapazität bis zur maximal möglichen Azidose auszuschöpfen.